# Artère obturatrice

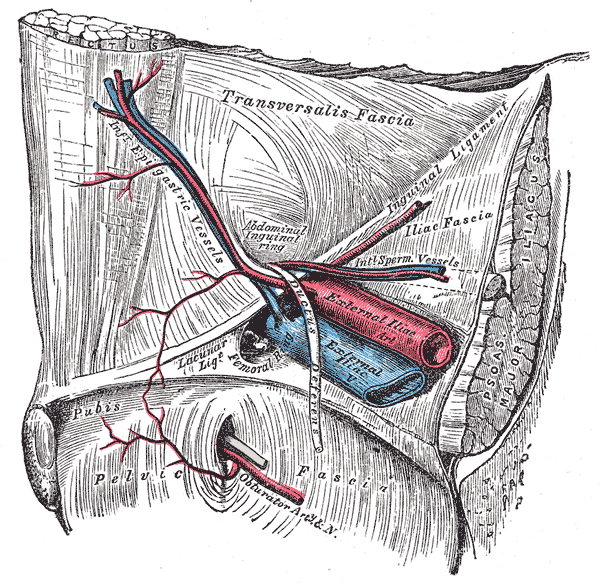
Vue de l'intérieur de la zone de l'aine sur le côté droit montrant les vaisseaux entrants et sortants.

L'artère obturatrice est une artère systémique paire de l'abdomen. Elle vascularise la région du foramen obturé et la tête fémorale.

## Origine
L'artère obturatrice nait dans la cavité pelvienne du tronc antérieur de l'artère iliaque interne.

## Trajet
L'artère obturatrice se dirige vers l'avant et en bas, parallèlement et à 2 cm en dessous de l'ouverture supérieure du pelvis en direction du foramen obturé jusqu'au canal obturateur.
Elle traverse le canal obturateur entre le nerf obturateur au-dessus et la veine obturatrice au-dessous. A sa sortie du canal, elle se termine par deux branches terminales : le rameau antérieur et le rameau postérieur de l'artère obturatrice.

## Branches terminales

### Rameau antérieur de l'artère obturatrice
Le rameau antérieur passe devant le foramen obturé.
Elle émet le rameau pubien qui se dirige vers le bord antérieur du foramen obliquement en avant et en bas. Ce rameau vascularise les muscles pectiné, court adducteur, la partie supérieure du muscle gracile, la branche supérieure du pubis, la région antérieure de l'os coxal, et les tissus avoisinants.
Le rameau antérieur donne également des branches aux muscles long adducteur, grand adducteur, obturateur externe.

### Rameau postérieur de l'artère obturatrice
Le rameau postérieur passe en arrière du foramen obturé et se dirige vers la tête fémorale.
Il fournit un rameau acétabulaire qui passe dans l'incisure de l'acétabulum et accompagne le ligament de la tête du fémur. Il vascularise partiellement la tête du fémur (20 à 30 %).
Le rameau postérieur fournit également des branches de vascularisation pour l'os coxal et le muscle obturateur externe.

## Artère obturatrice accessoire
Une artère obturatrice accessoire peut naitre de l'artère épigastrique inférieure. Elle suit le bord supérieur du ligament lacunaire pour rejoindre le foramen obturé. Elle s'anastomose avec l'artère obturatrice proprement dite.

## Artère obturatrice aberrante
L'artère obturatrice aberrante est une variation anatomique présente dans 30% des cas lorsque l'artère obturatrice nait de l'artère épigastrique profonde et non pas de l'artère iliaque interne.

### Trajet
L'artère obturatrice aberrante descend en direction du foramen obturé en passant le long du bord du ligament lacunaire en dedans de l'anneau fémoral. Sa distribution correspond à l'artère obturatrice standard.

## Aspect clinique
Une artère obturatrice accessoire aberrante peut être blessée lors de la réparation d'une hernie fémorale entraînant un saignement non détectable immédiatement, pour cette raison cette variante anatomique est nommée "couronne de la mort" (corona mortis).